# Huacaltzingo
Huacaltzingo är en ort i Mexiko.   Den ligger i kommunen Tepeyahualco de Cuauhtémoc och delstaten Puebla, i den sydöstra delen av landet, 150 km sydost om huvudstaden Mexico City. Huacaltzingo ligger 1 977 meter över havet och antalet invånare är 693.
Terrängen runt Huacaltzingo är kuperad åt sydväst, men åt nordost är den platt. Runt Huacaltzingo är det ganska glesbefolkat, med 21 invånare per kvadratkilometer. Närmaste större samhälle är Tecamachalco, 16,3 km nordost om Huacaltzingo. Trakten runt Huacaltzingo består i huvudsak av gräsmarker.